# Église Saint-Martin de Chouday
Pour les articles homonymes, voir Église Saint-Martin et Saint Martin.
L'église Saint-Martin de Chouday est une église catholique française. Elle est située sur le territoire de la commune de Chouday, dans le département de l'Indre, en région Centre-Val de Loire.

## Situation
L'église se trouve dans la commune de Chouday, à l'est du département de l'Indre, en région Centre-Val de Loire. Elle est située dans la région naturelle de la Champagne berrichonne. L'église dépend de l'archidiocèse de Bourges, du doyenné de Champagne Berrichonne et de la paroisse d'Issoudun-Sud.

## Histoire
L'église fut construite entre le XIIe siècle et le XVe siècle. L'édifice est classé au titre des monuments historiques, le 12 août 1914.